# 平林博
平林 博（ひらばやし ひろし、1940年（昭和15年）5月5日 - ）は、日本の外交官。インド駐箚特命全権大使、フランス駐箚特命全権大使などを歴任した。リヨン第2大学名誉博士。フランス通として知られる。

## 経歴・人物
東京都出身。東京大学法学部在学中に外務公務員採用上級試験に合格。
- 1963年（昭和38年）東大を卒業し、外務省に入省。
- 同年8月に渡仏し、在フランス日本国大使館外交官補の身分で、ポワティエ大学およびエクス＝アン＝プロヴァンス大学に留学し語学研修をする。
  - 在アメリカ合衆国日本国大使館参事官兼ハーヴァード大学国際問題研究所フェロー兼ハーヴァード大学国際問題研究所日米関係プログラム研究員
  - 外務省アジア局南東アジア第二課長
  - 伊東正義外務大臣秘書官
  - 外務大臣官房在外公館課長

- 1988年（昭和63年） 1月 - 外務大臣官房総務課長
- 1990年（平成2年） 1月 - 在アメリカ合衆国日本国大使館公使(経済担当)
- 1992年（平成2年） 1月 - 在アメリカ合衆国日本国大使館特命全権公使
- 1993年（平成5年） 8月 - 経済協力局長
- 1995年（平成7年） 8月 - 内閣官房兼総理府内閣外政審議室長
- 1997年（平成9年） 10月 - 兼インドシナ難民対策連絡調整会議事務局長
- 1998年（平成8年） 1月 - 駐インド大使
- 1998年（平成8年） 2月 - 駐インド大使兼駐ブータン大使
- 2002年（平成14年） 9月 - 駐フランス大使兼駐アンドラ大使
- 2003年（平成15年） 1月 - 駐フランス大使兼駐アンドラ大使、駐ジブチ大使
- 2006年（平成18年） 6月 - 外務省特命全権大使（査察担当）
- 2007年（平成19年）4月 - 退官
- 2007年（平成19年）3月 - 財団法人日本国際フォーラム参与
- 2007年（平成19年）6月 - 三井物産社外取締役、東芝社外取締役、公益財団法人日印協会理事長
- 2008年（平成20年）4月 - 早稲田大学大学院アジア太平洋研究科客員教授
- 2009年（平成21年）6月 - 公益財団法人日本国際フォーラム副理事長
- 2010年（平成22年）6月 - 第一三共社外取締役（現任）
- 2018年（平成30年）11月 - 瑞宝重光章受章。

退官後は、公益財団法人日印協会理事長、三井物産社外取締役、第一三共社外取締役、東横イン社外取締役、国土交通省国土交通審議会委員、国土交通審議会観光分科会長、国土交通審議会気象分科会長代理、早稲田大学大学院アジア太平洋研究科客員教授、グローバル・フォーラム有識者世話人などの職に就いている。

## 同期
- 野村一成（東宮大夫・駐ロシア大使）
- 時野谷敦（駐タイ大使）
- 浅井基文（駐英公使・政治学者）

## 著書

### 単著
- 『あの国以外、世界は親日！』（ワニブックス、2015年）
- 『首脳外交力 - 首相、あなた自身がメッセージです!』（日本放送出版協会, 2008年）
- 『フランスに学ぶ国家ブランド』（朝日新聞出版, 2008年）